# Romance of the Three Kingdoms
 (avril 2020).
Si vous disposez d'ouvrages ou d'articles de référence ou si vous connaissez des sites web de qualité traitant du thème abordé ici, merci de compléter l'article en donnant les références utiles à sa vérifiabilité et en les liant à la section « Notes et références ».
Romance of the Three Kingdoms (三國志, Sangokushi) est le nom d'une série de jeux vidéo du genre Jeu de grande stratégie. La série a été créée par Koei, elle est basée sur les événements qui se déroulent à travers le roman l'Histoire des Trois Royaumes et les Chroniques des Trois Royaumes durant les IIe et IIIe siècles en Chine.

## Jeux de la série

### Série principale
- Romance of the Three Kingdoms sorti sur Amiga, DOS, FDS, Game Boy, Game Boy Color, MSX, NES, Super Nintendo, téléphone portable et Wonderswan.
- Romance of the Three Kingdoms II sorti sur Amiga, FDS, Mega Drive, MSX, NES, PC, PlayStation, SNES, Windows et Wonderswan.
- Romance of the Three Kingdoms III: Dragon of Destiny sorti sur 32X, DOS, Dreamcast, PC-98, PlayStation, Saturn PlayStation, Windows et Wonderswan.
- Romance of the Three Kingdoms IV: Wall of Fire sorti sur 32X, DOS, Dreamcast, PC-98, PlayStation, Saturn et Windows.
- Romance of the Three Kingdoms V sorti sur Mega Drive, PlayStation Portable, PlayStation et DOS.
- Romance of the Three Kingdoms VI: Awakening of the Dragon sorti sur PlayStation Portable, PlayStation et Windows.
- Romance of the Three Kingdoms VII sorti sur PlayStation Portable, PlayStation, PlayStation 2, Mac OS et Windows.
- Romance of the Three Kingdoms VIII sorti sur PlayStation Portable, PlayStation 2, Mac OS et Windows.
- Romance of the Three Kingdoms IX sorti sur PlayStation 2 et Windows.
- Romance of the Three Kingdoms X sorti sur PlayStation 2 et Windows.
- Romance of the Three Kingdoms XI sorti sur PlayStation 2, Wii et Windows.
- Romance of the Three Kingdoms XII sorti sur PlayStation 3, PlayStation Vita, Wii U et Windows.
- Romance of the Three Kingdoms XIII sorti sur PlayStation 3, PlayStation 4, PlayStation Vita, Xbox One, Nintendo Switch et Windows.
- Romance of the Three Kingdoms XIV sorti sur PlayStation 4 et Windows.

### Série dérivée
- Sangokushi Internet sorti sur Windows.
- Sangokushi Battlefield sorti sur Windows.
- Sangokushi Online sorti sur Windows.
- Romance of the Three Kingdoms DS sorti sur Nintendo DS.
- Romance of the Three Kingdoms DS 2 sorti sur Nintendo DS.
- Sangokushi sorti sur téléphone mobile.
- Sangokushi 2 sorti sur téléphone mobile.
- Sangokushi Mobile sorti sur téléphone mobile.
- Sangokushi Mobile 2 sorti sur téléphone mobile.
- Sangokushi Mobile 3 sorti sur téléphone mobile.